# Sphragifera subapicalis
Sphragifera subapicalis är en fjärilsart som beskrevs av Walker 1865. Sphragifera subapicalis ingår i släktet Sphragifera och familjen nattflyn. Inga underarter finns listade i Catalogue of Life.